# Маусріттер
Маусріттер (англ. Mausritter) — фентезійна настільна рольова гра від Ісаака Вільямса про мишей-авантюристів. У 2021 році вона отримала золоту нагороду ENNIE за «Найкращу сімейну гру/продукт».

## Геймплей
«Маусріттер» був натхненний добою Олд-Скульного Розквіту та включає дослідження підземель. Він використовує картки для представлення інвентарю кожного гравця. Проста система магії містить 15 заклять.

## Історія видання
Прототип «Маусріттера» був опублікований як цифровий журнал у 2019 році. Розширене фізичне видання вийшло у 2020 році. У 2021 році кампанія Kickstarter зібрала 149 041 австралійський долар, щоб випустити новий стартовий набір, який включає десять взаємопов'язаних пригод і оновлений арт.

### Українська локалізація
Українською мовою гру (а також ширму майстра та пригоду «Медова стріха») випустило видавництво M87*Games. Цифрова версія підручника доступна в підході плати, скільки хочеш).

## Пов'язані матеріали
Наприкінці 2023 року українська спільнота КУРА видала збірку пригод для Маусріттера «Про Мишей та Різдво», яка складається з 13 локацій-пригод, котрі об'єднуються в одну кампанію.
У 2024 році спільнота гравців «Маусріттера» об'єднала результати ігрового джему для дослідження підземель від понад сорока авторів у єдине величезне підземелля на 250 кімнат під назвою «Гробниця тисячі дверей: Мегапідземелля Маусріттера». Книга зібрала на Kickstarter 94 305 доларів США.